# NGC 6201
NGC 6201 је елиптична галаксија у сазвежђу Херкул која се налази на NGC листи објеката дубоког неба.
Деклинација објекта је + 23° 45' 55" а ректасцензија 16h 40m 14,4s. Привидна величина (магнитуда) објекта NGC 6201 износи 14,5 а фотографска магнитуда 15,5. NGC 6201 је још познат и под ознакама CGCG 138-53, PGC 58727.